# 蒋润观
蒋润观（1916年—1990年3月5日），江西省广丰县毛村镇人。

## 生平
1938年入中国人民抗日军政大学学习，同年加入中国共产党。后在新四军、东北野战军、第四野战军、志愿军任职。
1957年毕业于苏联伏罗希洛夫军事学院。
1964年被授予少将军衔。1969年至1975年任中国人民解放军总政治部保卫部部长。
1990年在北京逝世。